# Caenocryptus albimaculatus
Caenocryptus albimaculatus là một loài tò vò trong họ Ichneumonidae.